# Journal of Economics & Management Strategy
Das Journal of Economics & Management Strategy (JEMS) ist eine wissenschaftliche Fachzeitschrift mit Peer-Review-Verfahren, das vom US-amerikanischen Verlag Wiley-Blackwell seit 1992 verlegt wird. Schwerpunkt der publizierten Artikel ist die Forschung zu Organisationsstrukturen innerhalb von Unternehmen sowie zur Unternehmensführung.

## Redaktion
Die Redaktion des Journals wird derzeit (2015) gemeinsam von Daniel F. Spulber und Ramon Casadesus-Masanell geleitet. Daneben gibt es zahlreiche Ko-Redakteure sowie eine Redaktionsassistenz.

## Rezeption
Eine Studie der französischen Ökonomen Pierre-Phillippe Combes und Laurent Linnemer sortiert das Journal mit Rang 53 von 600 wirtschaftswissenschaftlichen Zeitschriften in die drittbeste Kategorie A ein.
Das JEMS hatte 2014 nach eigenen Angaben einen Impact Factor von 0.747.